# Административное деление Молдовы
Административно-территориальное деление Молдовы в текущем виде определяется Конституцией и законом Республики Молдова № 764-XV от 27.12.2001 г. «Об административно-территориальном устройстве Республики Молдова», и было сформировано 29 января 2002 года. Закон выделяет 2 уровня административно-территориального деления. На втором уровне находятся 32 района, 2 муниципия, автономное территориальное образование Гагаузия и административно-территориальные единицы левобережья Днестра, которым может быть предоставлен особый статус. Муниципий Бендеры и административно-территориальные единицы Левобережья Днестра находятся под фактическим контролем непризнанного государства Приднестровская Молдавская Республика. На первом уровне административно-территориального деления Молдовы находятся города, сёла и коммуны, являющиеся объединением нескольких сёл.

## Типы административно-территориальных единиц
Административно-территориальными единицами минимального уровня являются сёла, коммуны и города. Село является административно-территориальной единицей, объединяющей сельское население на основе общности территории, географических условий, экономических и социально-культурных связей, традиций и обычаев. Несколько сёл, в зависимости от экономических, социально-культурных, географических и демографических условий, могут объединиться и образовать одну административно-территориальную единицу второго уровня — коммуну. Село, в котором расположен совет села или коммуны, называется селом-резиденцией. Также сёла могут быть частью города и не образовывать отдельно административно-территориальной единицы второго уровня.
Город является более развитой по сравнению с селом в экономическом и социально-культурном отношении административно-территориальной единицей, которая объединяет городское население, имеет соответствующую инфраструктуру, промышленные и торговые структуры. Большая часть городского населения занята в промышленном производстве, сфере обслуживания населения, различных областях интеллектуальной деятельности, культурной и политической жизни. Город, в котором расположен районный совет, называется городом-резиденцией.
В соответствии с молдавским законодательством некоторые города могут быть признаны муниципиями. Муниципий является населённым пунктом городского типа, играющим особую роль в экономической, социально-культурной, научной, политической и административной жизни страны и имеющим важные промышленные и торговые структуры, учреждения образования, здравоохранения и культуры. Статус муниципия в Молдове имеют 13 городов: Кишинёв, Бельцы, Бендеры, Комрат, Тирасполь, Кагул, Чадыр-Лунга, Единец, Хынчешты, Оргеев, Сороки, Страшены и Унгены.
Район является административно-территориальной единицей, включающей сёла (коммуны) и города, объединенные территорией, экономическими и социально-культурными связями. Город, в котором расположен районный совет, является городом-резиденцией. Район носит наименование города-резиденции.
В составе Республики Молдова выделяется административное территориальное образование Гагаузия, статус которого регулируется отдельным законом. Гагаузия включает в себя административно-территориальные единицы первого уровня муниципий Комрат, города, сёла и коммуны. В законе «Об административно-территориальном устройстве Республики Молдова» административно-территориальное деление левобережья Днестра установлено аналогично административно-территориальному делению Гагаузии. При этом указано, что оно будет уточнено в случае урегулирования Приднестровского конфликта и установлено отдельным органическим законом.

## Административно-территориальные единицы первого уровня
| Флаг                                                  | Название                                                     | Румынское название                                       | Карта | Центр                    | Терр.   | Нас.    | Плотн.  | Мун. | Гор. | Сёл в гор. | Ком. | Сёл в ком. | НП   |
| ----------------------------------------------------- | ------------------------------------------------------------ | -------------------------------------------------------- | ----- | ------------------------ | ------- | ------- | ------- | ---- | ---- | ---------- | ---- | ---------- | ---- |
| Муниципии первого уровня                              |                                                              |                                                          |       |                          |         |         |         |      |      |            |      |            |      |
| Флаг Кишинёва                                         | Муниципий Кишинёв                                            | Municipiul Chișinău                                      |       | —                        | 571,64  | 804,5   | 1407,35 | 1    | 6    | 2          | 12   | 14         | 35   |
| Флаг Бельц                                            | Муниципий Бельцы (Муниципий Бэлць)                           | Municipiul Bălți                                         |       | —                        | 78,01   | 149,8   | 1920,27 | 1    | —    | —          | 2    | —          | 3    |
| Флаг Бендер                                           | Муниципий Бендеры (Муниципий Бендер)                         | Municipiul Bender                                        |       | —                        | 97,29   | 98,8    | 1015,52 | 1    | —    | —          | 1    | —          | 2    |
| Флаг Комрата                                          | Муниципий Комрат                                             | Municipiul Comrat                                        |       | —                        | 32,00   | 26,3    | 821,88  | 1    | —    | —          | —    | —          | 1    |
| Флаг Тирасполя                                        | Муниципий Тирасполь                                          | Municipiul Tiraspol                                      |       | —                        | 55,56   | 145,332 | 2615,77 | 1    | —    | —          | —    | —          | 1    |
|                                                       | Муниципий Кагул                                              | Municipiul Cahul                                         |       | —                        | 33,00   | 30,018  | 909,64  | 1    | —    | 1          | —    | —          | 2    |
| Флаг Чадыр-Лунги                                      | Муниципий Чадыр-Лунга                                        | Municipiul Ceadîr-Lunga                                  |       | —                        | 105,1   | 16,605  | 157,99  | 1    | —    | —          | —    | —          | 1    |
| Флаг Единец                                           | Муниципий Единец                                             | Municipiul Edineț                                        |       | —                        | 5,7     | 15,52   | 2722,81 | 1    | —    | 2          | —    | —          | 3    |
| Флаг Хынчешт                                          | Муниципий Хынчешты                                           | Municipiul Hîncești                                      |       | —                        | 72,17   | 12,491  | 173,08  | 1    | —    | —          | —    | —          | 1    |
| Флаг Оргеева                                          | Муниципий Оргеев                                             | Municipiul Orhei                                         |       | —                        | 16,52   | 21,065  | 1275,12 | 1    | —    | —          | —    | —          | 1    |
|                                                       | Муниципий Сороки                                             | Municipiul Soroca                                        |       | —                        | 11,88   | 22,196  | 1868,35 | 1    | —    | —          | —    | —          | 1    |
| Флаг Страшен                                          | Муниципий Страшены                                           | Municipiul Strășeni                                      |       | —                        | 60,8    | 18,376  | 302,24  | 1    | —    | 1          | —    | —          | 2    |
| Флаг Унген                                            | Муниципий Унгены                                             | Municipiul Ungheni                                       |       | —                        | 16,4    | 30,804  | 1878,29 | 1    | —    | —          | —    | —          | 1    |
| Районы                                                |                                                              |                                                          |       |                          |         |         |         |      |      |            |      |            |      |
| Флаг Бессарабского района                             | Бессарабский район (Район Басарабяска)                       | Raionul Basarabeasca                                     |       | Бессарабка (Басарабяска) | 294,54  | 28,7    | 97,44   | —    | 1    | —          | 6    | 3          | 10   |
| Флаг Бричанского района                               | Бричанский район (Район Бричень)                             | Raionul Briceni                                          |       | Бричаны (Бричень)        | 814,44  | 73,9    | 90,74   | —    | 2    | —          | 26   | 11         | 39   |
| Флаг Глодянского района                               | Глодянский район (Район Глодень)                             | Raionul Glodeni                                          |       | Глодяны (Глодень)        | 754,18  | 60,4    | 80,09   | —    | 1    | 1          | 18   | 15         | 35   |
| Флаг Дондюшанского района                             | Дондюшанский район (Район Дондушень)                         | Raionul Dondușeni                                        |       | Дондюшаны (Дондушень)    | 644,12  | 43,7    | 69,40   | —    | 1    | —          | 21   | 8          | 30   |
| Флаг Дрокиевского района                              | Дрокиевский район                                            | Raionul Drochia                                          |       | Дрокия                   | 999,91  | 88,5    | 88,50   | —    | 1    | —          | 27   | 12         | 40   |
| Флаг Дубоссар                                         | Дубоссарский район                                           | Raionul Dubăsari                                         |       | Кочиеры                  | 309,22  | 35,2    | 113,83  | —    | —    | —          | 11   | 4          | 15   |
| Флаг Единецкого района                                | Единецкий район                                              | Raionul Edineț                                           |       | Единец (Единцы)          | 932,92  | 81,6    | 87,47   | —    | 2    | 4          | 30   | 13         | 49   |
| Флаг Кагульского района                               | Кагульский район                                             | Raionul Cahul                                            |       | Кагул (Кахул)            | 1545,28 | 124,7   | 80,70   | —    | 1    | 1          | 36   | 17         | 55   |
| Флаг Каларашского района                              | Каларашский район                                            | Raionul Călărași                                         |       | Калараш                  | 753,55  | 78,5    | 104,17  | —    | 1    | 1          | 27   | 12         | 44   |
|                                                       | Кантемирский район                                           | Raionul Cantemir                                         |       | Кантемир                 | 867,86  | 62,3    | 71,79   | —    | 1    | —          | 26   | 24         | 51   |
| Флаг Каушанского района                               | Каушанский район                                             | Raionul Căușeni                                          |       | Кэушень                  | 644,12  | 43,7    | 69,40   | —    | 2    | 1          | 28   | 17         | 48   |
| Флаг Криулян                                          | Криулянский район                                            | Raionul Criuleni                                         |       | Криулень (Криуляны)      | 687,95  | 73,7    | 107,13  | —    | 1    | 2          | 24   | 16         | 43   |
| Флаг Леовского района                                 | Леовский район                                               | Raionul Leova                                            |       | Леова                    | 764,73  | 53,2    | 69,57   | —    | 2    | 1          | 23   | 13         | 39   |
| Флаг Ниспоренского района                             | Ниспоренский район                                           | Raionul Nisporeni                                        |       | Ниспорены                | 629,02  | 66,1    | 105,08  | —    | 1    | —          | 22   | 16         | 39   |
| Флаг Новоаненского района                             | Новоаненский район                                           | Raionul Anenii Noi                                       |       | Анений-Ной (Новые Анены) | 887,62  | 83,4    | 93,96   | —    | 1    | 5          | 25   | 14         | 45   |
| Флаг Окницы                                           | Окницкий район                                               | Raionul Ocnița                                           |       | Окница                   | 597,47  | 54,9    | 91,89   | —    | 3    | —          | 18   | 12         | 33   |
| Флаг Оргеева                                          | Оргеевский район                                             | Raionul Orhei                                            |       | Оргеев                   | 1228,31 | 125,4   | 102,09  | —    | 1    | —          | 37   | 37         | 75   |
| Флаг Резинского района                                | Резинский район                                              | Raionul Rezina                                           |       | Резина                   | 621,79  | 51,2    | 82,34   | —    | 1    | 3          | 23   | 14         | 41   |
| Флаг Рышканского района                               | Рышканский район                                             | Raionul Rîșcan                                           |       | Рышканы                  | 936,03  | 68,7    | 73,40   | —    | 2    | 6          | 26   | 21         | 55   |
| Флаг Сорокского района                                | Сорокский район                                              | Raionul Soroca                                           |       | Сороки                   | 1042,99 | 100,1   | 95,97   | —    | 1    | —          | 34   | 33         | 68   |
| Флаг Страшенского района                              | Страшенский район                                            | Raionul Strășeni                                         |       | Страшены                 | 729,12  | 92,1    | 126,32  | —    | 2    | 2          | 25   | 10         | 39   |
| Флаг Сынжерейского района                             | Сынжерейский район                                           | Raionul Sîngerei                                         |       | Сынжерей                 | 1033,71 | 92,6    | 89,58   | —    | 2    | 1          | 24   | 43         | 70   |
| Флаг Тараклийского района                             | Тараклийский район                                           | Raionul Taraclia                                         |       | Тараклия                 | 673,69  | 44,0    | 65,31   | —    | 1    | —          | 14   | 11         | 26   |
| Флаг Теленештского района                             | Теленештский район                                           | Raionul Telenești                                        |       | Теленешты                | 848,62  | 73,1    | 86,14   | —    | 1    | 2          | 30   | 21         | 54   |
| Флаг Унгенского района                                | Унгенский район                                              | Raionul Ungheni                                          |       | Унгены                   | 1082,62 | 117,4   | 108,44  | —    | 2    | 1          | 31   | 40         | 74   |
| Флаг Фалештского района                               | Фалештский район                                             | Raionul Fălești                                          |       | Фалешты                  | 1072,60 | 91,9    | 85,68   | —    | 1    | —          | 32   | 43         | 76   |
|                                                       | Флорештский район                                            | Raionul Florești                                         |       | Флорешты                 | 1108,19 | 88,7    | 80,04   | —    | 3    | —          | 37   | 34         | 74   |
| Флаг Хынчештского района                              | Хынчештский район                                            | Raionul Hîncești                                         |       | Хынчешты                 | 1472,13 | 121,2   | 82,33   | —    | 1    | —          | 38   | 24         | 63   |
| Флаг Чимишлийского района                             | Чимишлийский район                                           | Raionul Cimișlia                                         |       | Чимишлия                 | 923,70  | 60,8    | 65,82   | —    | 1    | 3          | 22   | 13         | 39   |
| Флаг Шолданештского района                            | Шолданештский район                                          | Raionul Șoldănești                                       |       | Шолданешты               | 598,37  | 42,4    | 70,86   | —    | 1    | —          | 22   | 10         | 33   |
| Флаг Штефан-Водского района                           | Штефан-Водский район                                         | Raionul Ștefan-Vodă                                      |       | Штефан-Водэ              | 644,12  | 71,0    | 110,23  | —    | 1    | —          | 22   | 3          | 26   |
| Флаг Яловенского района                               | Яловенский район                                             | Raionul Ialoveni                                         |       | Яловены                  | 783,49  | 100,7   | 128,53  | —    | 1    | —          | 24   | 9          | 34   |
| Автономное территориальное образование                |                                                              |                                                          |       |                          |         |         |         |      |      |            |      |            |      |
| Флаг Гагаузии                                         | Автономное территориальное образование Гагаузия              | Unitatea Teritorială Autonomă Găgăuzia                   |       | Комрат                   | 1848,46 | 161,9   | 87,59   | 1    | 2    | 1          | 23   | 5          | 32   |
| Автономно-территориальные единицы левобережья Днестра |                                                              |                                                          |       |                          |         |         |         |      |      |            |      |            |      |
|                                                       | Административно- территориальные единицы Левобережья Днестра | Unitățile Administrativ-Teritoriale din Stînga Nistrului |       | Тирасполь                | 4163,00 | 505,2   | 121,35  | 1    | 9    | 2          | 69   | 66         | 147  |
| Всего                                                 | Всего                                                        | Всего                                                    | Всего | Всего                    | 33546   | 4060,4  | 121,04  | 5    | 60   | 39         | 917  | 660        | 1681 |

## Административно-территориальное деление в 1991—1998

### 1991—1994
После обретения независимости в результате распада СССР Молдова сохранила административно-территориальное деление, существовавшее в Молдавской ССР. Изменения были связаны только с переименованием части населённых пунктов в стране, что было в большинстве случаев связано с избавлением от советской топонимики.
На первом уровне административно-территориального деления Молдовы находились 40 районов и 10 городов республиканского подчинения, а на втором — 11 городов районного подчинения, 49 посёлков городского типа и 831 сельсовет.
| Название                           | Центр             | Респ. Гор. | Рай. Гор. | ПГТ | Сельсоветов | Всего |
| ---------------------------------- | ----------------- | ---------- | --------- | --- | ----------- | ----- |
| Районы                             |                   |            |           |     |             |       |
| Бессарабский район                 | пгт Бессарабка    | —          | —         | 1   | 10          | 11    |
| Бричанский район                   | пгт Бричаны       | —          | —         | 2   | 24          | 26    |
| Вулканештский район                | город Вулканешты  | —          | —         | 1   | 14          | 15    |
| Глодянский район                   | пгт Глодяны       | —          | —         | 1   | 16          | 17    |
| Григориопольский район             | пгт Григориополь  | —          | —         | 2   | 12          | 14    |
| Дондюшанский район                 | пгт Дондюшаны     | —          | —         | 1   | 25          | 26    |
| Дрокиевский район                  | город Дрокия      | —          | 1         | —   | 21          | 22    |
| Дубоссарский район                 | город Дубоссары   | —          | —         | —   | 17          | 17    |
| Единецкий район                    | город Единец      | —          | 1         | 1   | 23          | 25    |
| Кагульский район                   | город Кагул       | —          | —         | —   | 19          | 19    |
| Кайнарский район                   | пгт Каинары       | —          | —         | 1   | 17          | 18    |
| Каларашский район                  | город Калараш     | —          | 1         | —   | 24          | 25    |
| Каменский район                    | пгт Каменка       | —          | —         | 1   | 23          | 24    |
| Кантемирский район                 | пгт Кантемир      | —          | —         | 2   | 21          | 23    |
| Каушанский район                   | город Кэушень     | —          | 1         | —   | 16          | 17    |
| Комратский район                   | город Комрат      | —          | 1         | 1   | 11          | 13    |
| Криулянский район                  | пгт Криуляны      | —          | —         | 3   | 26          | 29    |
| Леовский район                     | город Леова       | —          | 1         | 1   | 20          | 22    |
| Новоаненский район                 | пгт Новые Анены   | —          | —         | 1   | 25          | 26    |
| Ниспоренский район                 | пгт Ниспорены     | —          | —         | 1   | 20          | 21    |
| Окницкий район                     | пгт Окница        | —          | —         | 3   | 20          | 23    |
| Оргеевский район                   | город Оргеев      | —          | —         | 1   | 32          | 33    |
| Резинский район                    | город Резина      | —          | 1         | —   | 21          | 22    |
| Рыбницкий район                    | город Рыбница     | —          | —         | —   | 22          | 22    |
| Рышканский район                   | пгт Рышканы       | —          | —         | 2   | 25          | 27    |
| Слободзейский район                | пгт Слободзея     | —          | —         | 4   | 14          | 18    |
| Сорокский район                    | город Сороки      | —          | —         | —   | 27          | 27    |
| Страшенский район                  | пгт Страшены      | —          | —         | 2   | 21          | 23    |
| Сынжерейский район                 | пгт Сынжерей      | —          | —         | 2   | 25          | 27    |
| Тараклийский район                 | пгт Тараклия      | —          | —         | 1   | 14          | 15    |
| Теленештский район                 | пгт Теленешты     | —          | —         | 1   | 23          | 24    |
| Унгенский район                    | город Унгены      | —          | —         | 1   | 29          | 30    |
| Фалештский район                   | город Фалешты     | —          | 1         | —   | 24          | 25    |
| Флорештский район                  | город Флорешты    | —          | 1         | 2   | 26          | 29    |
| Хынчештский район                  | город Хынчешты    | —          | 1         | —   | 31          | 32    |
| Чадыр-Лунгский район               | город Чадыр-Лунга | —          | 1         | —   | 9           | 10    |
| Чимишлийский район                 | пгт Чимишлия      | —          | —         | 1   | 18          | 19    |
| Шолданештский район                | пгт Шолданешты    | —          | —         | 1   | 18          | 19    |
| Штефан-Водский район               | пгт Штефан-Водэ   | —          | —         | 1   | 22          | 23    |
| Яловенский район                   | пгт Яловены       | —          | —         | 1   | 19          | 20    |
| Города республиканского подчинения |                   |            |           |     |             |       |
| Бельцы                             | —                 | 1          | —         | —   | —           | 1     |
| Бендеры                            | —                 | 1          | —         | —   | 2           | 3     |
| Дубоссары                          | —                 | 1          | —         | —   | —           | 1     |
| Кагул                              | —                 | 1          | —         | —   | —           | 1     |
| Кишинёв                            | —                 | 1          | —         | 5   | 2           | 8     |
| Оргеев                             | —                 | 1          | —         | —   | —           | 1     |
| Сороки                             | —                 | 1          | —         | —   | —           | 1     |
| Тирасполь                          | —                 | 1          | —         | 1   | —           | 2     |
| Унгены                             | —                 | 1          | —         | —   | —           | 1     |
| Всего                              | Всего             | 10         | 11        | 49  | 831         | 901   |

### 1995—1998
7 декабря 1994 Парламентом Молдовы был принят закон об административно-территориальном устройстве Республики Молдова. В предыдущее административно-территориальное устройство вносились следующие изменения:
- Вместо административно-территориальных единиц «город республиканского подчинения» вводилось понятие «муниципий». Четыре города республиканского подчинения Бельцы, Бендеры, Кишинёв и Тирасполь получали статус муниципия, а города республиканского подчинения Дубоссары, Кагул, Оргеев, Рыбница, Сороки, Унгены становились частями соответствующих районов.
- Упразднялось понятие посёлка городского типа. Большая часть посёлков городского типа получала статус города, остальные — села.
- Вместо сельсоветов вводились коммуны, объединяющие одно или несколько сёл.
- Увеличивалась территория муниципия Кишинёва путём включения части территорий соседних районов — Криулянского, Новоаненского и Яловенского.
- В структуру административно-территориального деления вводилось понятие автономного территориального образования Гагаузия, которое номинально состояло из 3 районов — Вулканештского, Комратского и Чадыр-Лунгского. Отдельным законом об особом правовом статусе Гагаузии предполагалось что позже в этих районах, а также в соседних Бессарабском и Тараклийском районах, пройдёт референдум, в результате которого в состав Гагаузии будут включены населённые пункты в этих районах, где доля гагаузского населения будет выше 50 % и населённые пункты, где доля гагаузского населения будет ниже 50 %, но изъявившего желание статью частью автономного образования[4]. Окончательные результаты были закреплены в результате реформы административно-территориального устройства 1999 года.

## Административно-территориальное деление в 1999—2002
12 ноября 1998 Парламентом Республики Молдова был принят новый закон № 191 «Об административно-территориальном устройстве Республики Молдова», который вводил новое административно-территориальное устройство и вступил в силу 1 января 1999. Упразднялось районное деление. На первом уровне административно-территориального деления находились 9 уездов, муниципий Кишинёв, автономное территориальное образование Гагаузия и административно-территориальные единицы левобережья Днестра, которым мог быть предоставлен особый статус. Статус муниципия, помимо Кишинёва, получили все уездные центры, административный центр Гагаузии и 4 города в составе левобережья Днестра. Новое административно-территориальное деление схоже с административно-территориальным делением, существовавшим на территории Молдовы в период её нахождения в составе Румынии в 1918—1940 годах.
После протестов болгарского населения, составлявшего большинство в упразднённом Тараклийском районе, 22 октября 1999 года парламент выделил из состава Кагульского уезда Тараклийский уезд, который повторял границы Тараклийского района. Перед возвратом к районному делению в 2002 году, административно-территориальное деление выглядело следующим образом:
| Флаг                                                  | Название                                                     | Молдавское название                                      | Карта | Центр               | АТЕ в составе | Мун. | Гор. | Сёл в гор. | Ком. | Сёл в ком. | НП   |
| ----------------------------------------------------- | ------------------------------------------------------------ | -------------------------------------------------------- | ----- | ------------------- | --- | ---- | ---- | ---------- | ---- | ---------- | ---- |
| Муниципий первого уровня                              |                                                              |                                                          |       |                     | |      |      |            |      |            |      |
| Флаг Кишинёва                                         | муниципий Кишинёв                                            | Municipiul Chișinău                                      |       | —                   | муниципий Кишинёв | 1    | 6    | 2          | 11   | 13         | 33   |
| Уезды                                                 |                                                              |                                                          |       |                     | |      |      |            |      |            |      |
| Флаг Бельцкого уезда                                  | Белецкий уезд                                                | Județul Bălți                                            |       | муниципий Бельцы    | муниципий Бельцы, Глодянский район, Рышканский район, Сынжерейский район, Фалештский район, частично Дрокиевский район          | 1    | 6    | 10         | 75   | 159        | 251  |
| Флаг Бендерского уезда                                | Бендерский уезд                                              | Județul Tighina                                          |       | муниципий Кэушень   | муниципий Бендеры, Каушанский район, Штефан-Водский район, частично Кайнарский район                                            | 2    | 2    | 3          | 44   | 30         | 81   |
| Флаг Единецкого уезда                                 | Единецкий уезд                                               | Județul Edineț                                           |       | муниципий Единец    | Бричанский район, Дондюшанский район, Единецкий район, Окницкий район                                                           | 1    | 7    | 6          | 68   | 75         | 157  |
| Флаг Кагульского уезда                                | Кагульский уезд                                              | Județul Cahul                                            |       | муниципий Кагул     | Кагульский район, Кантемирский район, частично Вулканештский район                                                              | 1    | 1    | 1          | 42   | 61         | 106  |
| Флаг Кишинёвского уезда                               | Кишинёвский уезд                                             | Județul Chișinău                                         |       | муниципий Кишинёв   | Криулянский район, Новоаненский район, Страшенский район, Яловенский район, частично Дубоссарский район                         | —    | 5    | 9          | 86   | 78         | 178  |
| Флаг Лапушнянского уезда                              | Лапушнянский уезд                                            | Județul Lăpușna                                          |       | муниципий Хынчешты  | Леовский район, Хынчештский район, Чимишлийский район, частично Бессарабский район, частично Кайнарский район                   | 2    | 2    | 3          | 44   | 30         | 81   |
| Флаг Оргеевского уезда                                | Оргеевский уезд                                              | Județul Orhei                                            |       | муниципий Оргеев    | Оргеевский район, Резинский район, Теленештский район, Шолданештский район, частично Дубоссарский район                         | 1    | 3    | 13         | 69   | 104        | 190  |
| Флаг Сорокского уезда                                 | Сорокский уезд                                               | Județul Soroca                                           |       | муниципий Сороки    | Сорокский район, Флорештский район, частично Дрокиевский район                                                                  | 1    | 4    | 5          | 57   | 111        | 178  |
| Флаг Тараклийского уезда                              | Тараклийский уезд                                            | Județul Taraclia                                         |       | муниципий Тараклия  | частично Тараклийский район | 1    | —    | —          | 9    | 16         | 26   |
| Флаг Унгенского уезда                                 | Унгенский уезд                                               | Județul Ungheni                                          |       | муниципий Унгены    | Каларашский район, Ниспоренский район, Унгенский район                                                                          | 1    | 3    | 3          | 52   | 94         | 153  |
| Автономное территориальное образование                |                                                              |                                                          |       |                     | |      |      |            |      |            |      |
| Флаг Гагаузии                                         | Автономное территориальное образование Гагаузия              | Unitatea Teritorială Autonomă Găgăuzia                   |       | муниципий Комрат    | Комратский район, Чадыр-Лунгский район, частично Бессарабский район, частично Вулканештский район, частично Тараклийский район  | 1    | 2    | 1          | 23   | 5          | 32   |
| Автономно-территориальные единицы левобережья Днестра |                                                              |                                                          |       |                     | |      |      |            |      |            |      |
|                                                       | Административно- территориальные единицы Левобережья Днестра | Unitățile Administrativ-Teritoriale din Stînga Nistrului |       | муниципий Тирасполь | муниципий Тирасполь, Григориопольский район, Каменский район, Рыбницкий район, Слободзейский район, частично Дубоссарский район | 3    | 7    | 2          | 69   | 66         | 147  |
| Всего                                                 | Всего                                                        | Всего                                                    | Всего | Всего               | Всего | 15   | 48   | 58         | 649  | 842        | 1612 |

После победы на парламентских выборах 2001 года коммунистов, парламент принял закон, который восстанавливал старое административно-территориальное деление, за исключением Гагаузии и Левобережья Днестра которые сохраняли свой статус. Относительно старого деления вносились некоторые изменения. Так, не был восстановлен Кайнарский район, а Дубоссарский район восстановлен в границах его территории, находящейся на правом берегу Днестра. Данное административно-территориальное устройство вступило в силу 29 января 2002 года и действует до сих пор с несущественными изменениями на уровне сёл и коммун.